# Yosimar Quiñónez
Eliéser Yosimar Quiñónez Quiñónes (Magüí Payán, Nariño, Colombia; 4 de agosto de 1988) es un futbolista colombiano. Juega de defensa en el Municipal Limeño de la Primera División de El Salvador.

## Trayectoria
A inicios del 2016 llegó a Unión Comercio, club con el cual se afianzó de titular , compartió la saga central con su compatriota Edy Rentería.

## Clubes
| Club                 | País                | Año                 | Partidos | Goles |
| -------------------- | ------------------- | ------------------- | -------- | ----- |
| América de Cali      | Colombia            | 2005 - 2007         | ?        | ?     |
| Córdoba F. C.        | Colombia            | 2008                | ?        | ?     |
| Cerro Largo          | Uruguay             | 2010                | ?        | ?     |
| Tauro                | Panamá              | 2010 - 2011         | 4        | 0     |
| Oriente Petrolero    | Bolivia             | 2011 - 2013         | 6        | 0     |
| Llaneros             | Colombia            | 2013                | 31       | 0     |
| Atlético Bucaramanga | Colombia            | 2014 - 2015         | 12       | 0     |
| Unión Comercio       | Perú                | 2016                | 31       | 2     |
| Atlético Huila       | Colombia            | 2017                | 12       | 0     |
| Envigado F. C.       | Colombia            | 2017                | 11       | 1     |
| Santa Tecla          | El Salvador         | 2018                | 42       | 1     |
| Deportivo Pasto      | Colombia            | 2019                | 10       | 0     |
| Santa Tecla          | El Salvador         | 2020 - 2021         | 8        | 1     |
| Municipal Limeño     | El Salvador         | 2021 -              | 10       | 0     |
| Total en su carrera  | Total en su carrera | Total en su carrera | 177      | 5     |